# Dneprowski
Dnjeprowskij (russisch Днепровский) ist ein Dorf (chutor) in Südrussland. Es gehört zur Republik Adygeja und hat 178 Einwohner (Stand 2019). Im Ort gibt es 3 Straßen.

## Geographie
Das Dorf im Südosten des Giaginski rajon, am rechten Ufer des Flusses Gatschutscha, 6 km südwestlich des Dorfes Sergijewskoje, 36 km südöstlich des Dorfes Giaginskaja und 24 km nordöstlich der Stadt Maikop. Krasnyj Pachar, Kolchozny, Michelsonowski, Sergijewskoje, Kozopoljanowski und Karzew sind die nächsten Siedlungen.